# Killorglin
Killorglin (irlandais : Cill Orglan) est une ville du Comté de Kerry, au sud-ouest de la république d'Irlande. La ville est traversée par le fleuve Laune.
La ville de Killorglin comptait 1 359 habitants en 2002, et 1 627 aujourd'hui.
La fête traditionnelle de Puck fair s'y tient chaque année au mois d'août, du 10 au 12.

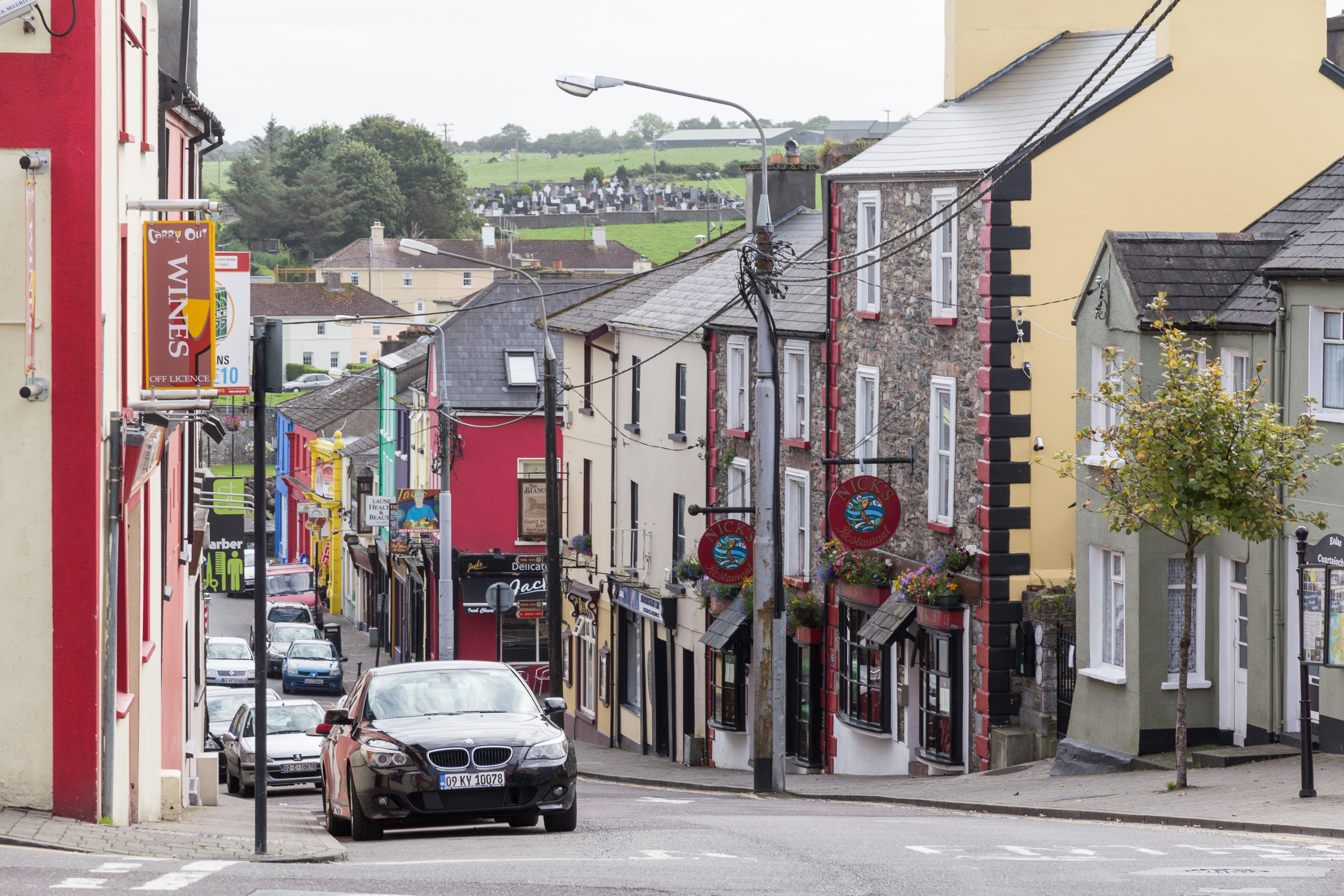
Upper Bridge Street

## L'anecdote du bouc
En 1808, Daniel O'Connell, alors jeune avocat inconnu, doit défendre le landlord local, Harman Blennerhasset. Celui-ci est privé par le vice-roi d'Irlande du droit de lever des impôts sur la vente des bêtes à la foire de Killorglin. O'Connell réussit à démontrer juridiquement que les chèvres ne sont pas comprises dans le document d'interdiction. Une foire aux chèvres peut alors se tenir et un bouc est exhibé sur une estrade pour en souligner le caractère exclusif.
Depuis, chaque année au mois d'août, Killorglin est en fête : fermiers et marchands de bestiaux des environs s'y rendent pendant trois jours pour la Puck Fair (an Puca, bouc en gaélique), qui accompagne la foire aux bestiaux. En effet, un bouc est couronné roi de la fête et hissé sur une estrade d'où, abondamment nourri et abreuvé, il préside pendant les trois jours des festivités.

## Jumelages
Plouha (France).

## Compléments
- Liste des villes de l'État d'Irlande